# جیمز هریسون (بازیگر)
جیمز هریسون (انگلیسی: James Harrison؛ ۱ ژوئیه ۱۸۹۱ – ۲۴ ژوئن ۱۹۸۶) بازیگر اهل ایالات متحده آمریکا بود.
از فیلم‌هایی که وی در آن‌ها نقش داشته‌است، می‌توان به هدف بلند، آنی تفنگت را می‌گیرد، کمین، بانویی پشت پنجره، تهدید عمومی، کینگ کونگ، روابط همسر، شکارچیان شوهر و ورای رنگین‌کمان اشاره نمود.